# Territory: the Mountain Men
Territory: the Mountain Men je hra o objevování indiánských teritorií, obchodování s indiánskými kmeny a dalších dobrodružstvích. Odehrává se v letech 1815 – 1830. Na začátku je potřeba vybudovat obchodní stanici na soutoku řek Yellowstone a Missouri. V dalších 15 letech je cílem zbohatnout obchodem s bobřími kožešinami a zničit konkurenci v oblasti. Pro dosažení cíle je třeba bojovat s domorodci, medvědy, vlky, objevovat přírodní bohatství a přírodní krásy. Jde o hru pro jednoho hráče. Je nutná znalost angličtiny.

## Příběh
Motto: "Najdi své štěstí v obchodu s bobřími kůžemi. Obchoduj a bojuj s indiány. Zabij medvěda a vlky, prozkoumej horní Missouri".
Píše se rok 1815. Jste mladý a dobrodružný člověk a vaším cílem je stát se bohatým a slavným. Ve městě jste slyšel o horském muži, který se vrátil s obrovským množstvím bobřích kůží. Vypráví se příběhy o bohatství země na Západě, množství bobrů, lovených pro kůži, o kmenech, které chtějí obchodovat s kožešinami, kořalkou, tabákem, střelnými zbraněmi, tomahavky a noži dalšími věcmi. Hráč dostane na začátku určitou sumu peněz, založí osadu, kam najímá osadníky různých profesí a začíná hrát.

## Indiánské kmeny
Captain (vůdce) – hlavní aktér hry, může obchodovat s devíti indiánskými kmeny, jejichž území podle mapy objevuje:
- Siouxové
- Gros Ventre
- Cheyennové
- Soshonové
- Blackfeetové
- Assinibojnové
- Salishové
- Crow indiáni
- Kootnaiové